# Звенячин
Звеня́чин — село в Україні, у Кострижівській селищній громаді Чернівецького району Чернівецької області.

## Географія
Буковинське село Звенячин розташоване на високому березі Дністра. Автомобільний шлях територіального значення Т 2615 проходить через село, також автошлях М19.

## Історія
З 1991 року в складі незалежної України.

## Населення
Згідно з переписом УРСР 1989 року чисельність наявного населення села становила 930 осіб, з яких 430 чоловіків та 500 жінок.
За переписом населення України в селі мешкали 954 особи.

### Мова
Розподіл населення за рідною мовою за даними перепису 2001 року:
| Мова       | Відсоток |
| ---------- | -------- |
| українська | 98,74 %  |
| російська  | 0,94 %   |
| молдовська | 0,21 %   |

## Природоохоронні об'єкти
На схід від села розташоване «Хрещатицько-Звенячинське заповідне урочище» і пам'ятка природи «Звенячинська мінеральна», а на північний захід — пам'ятка природи Печера «Скитська».

## Світлини

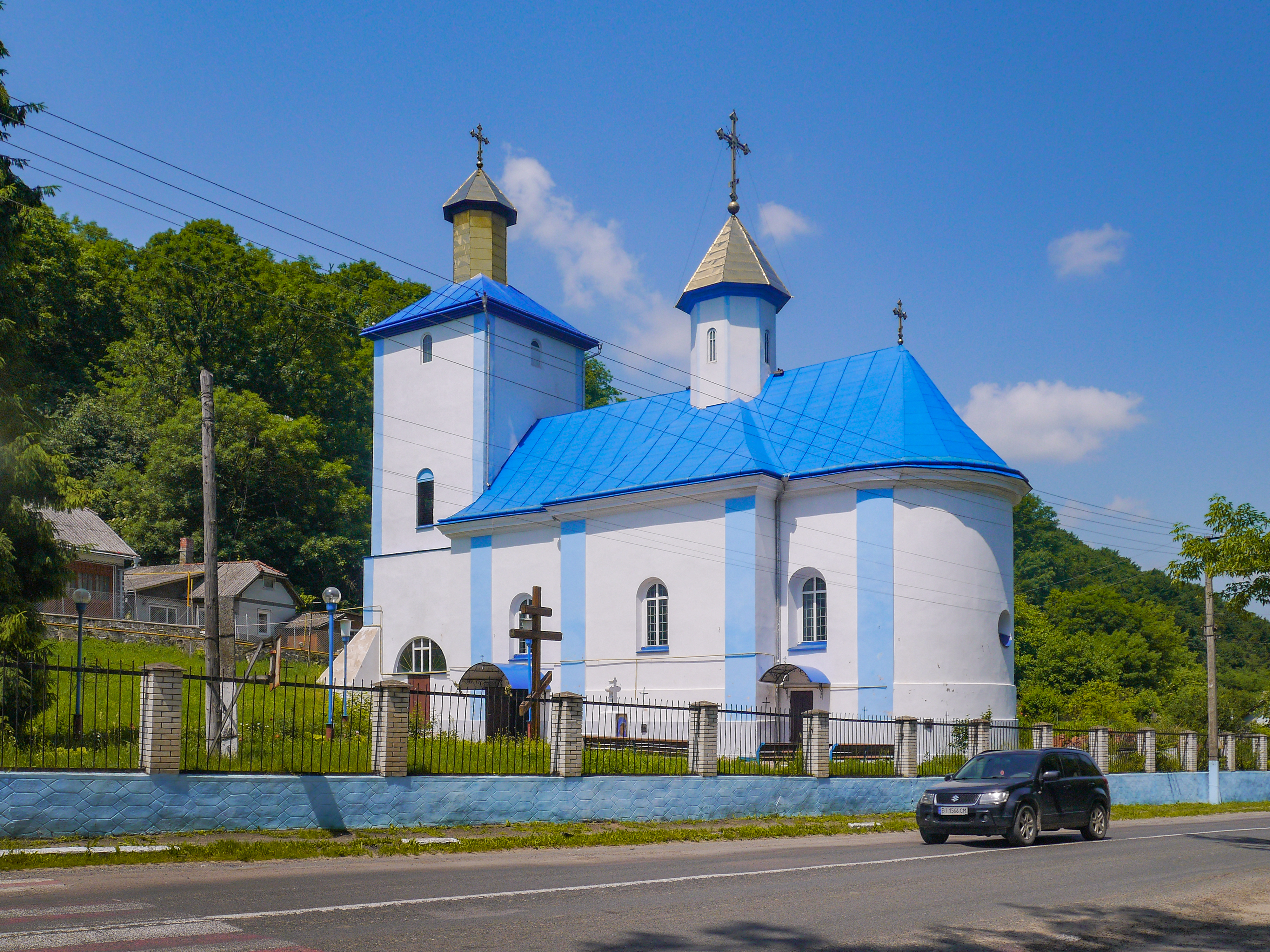
Церква Різдва
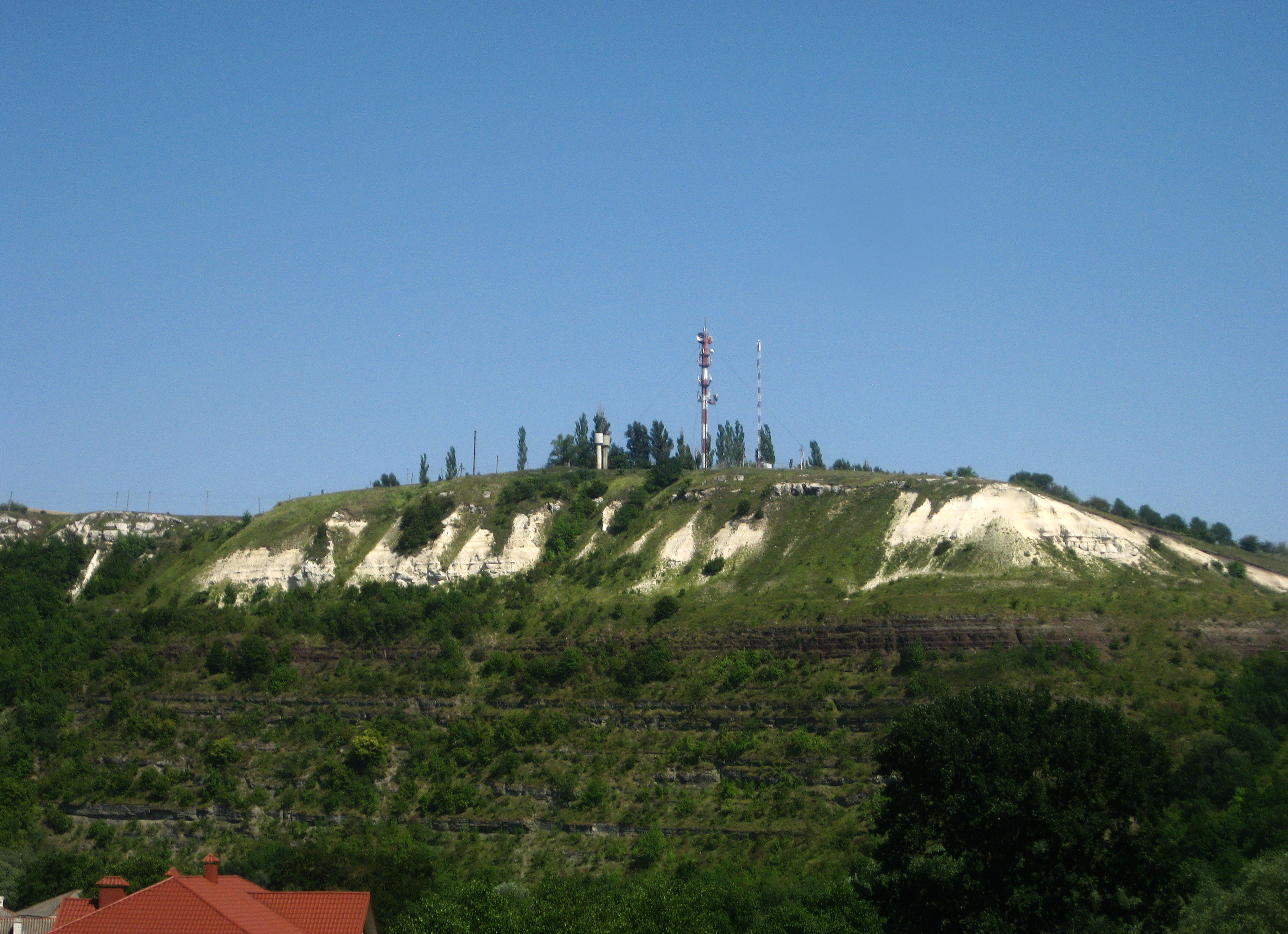
Урочище Хрещатицько-Звенячинське
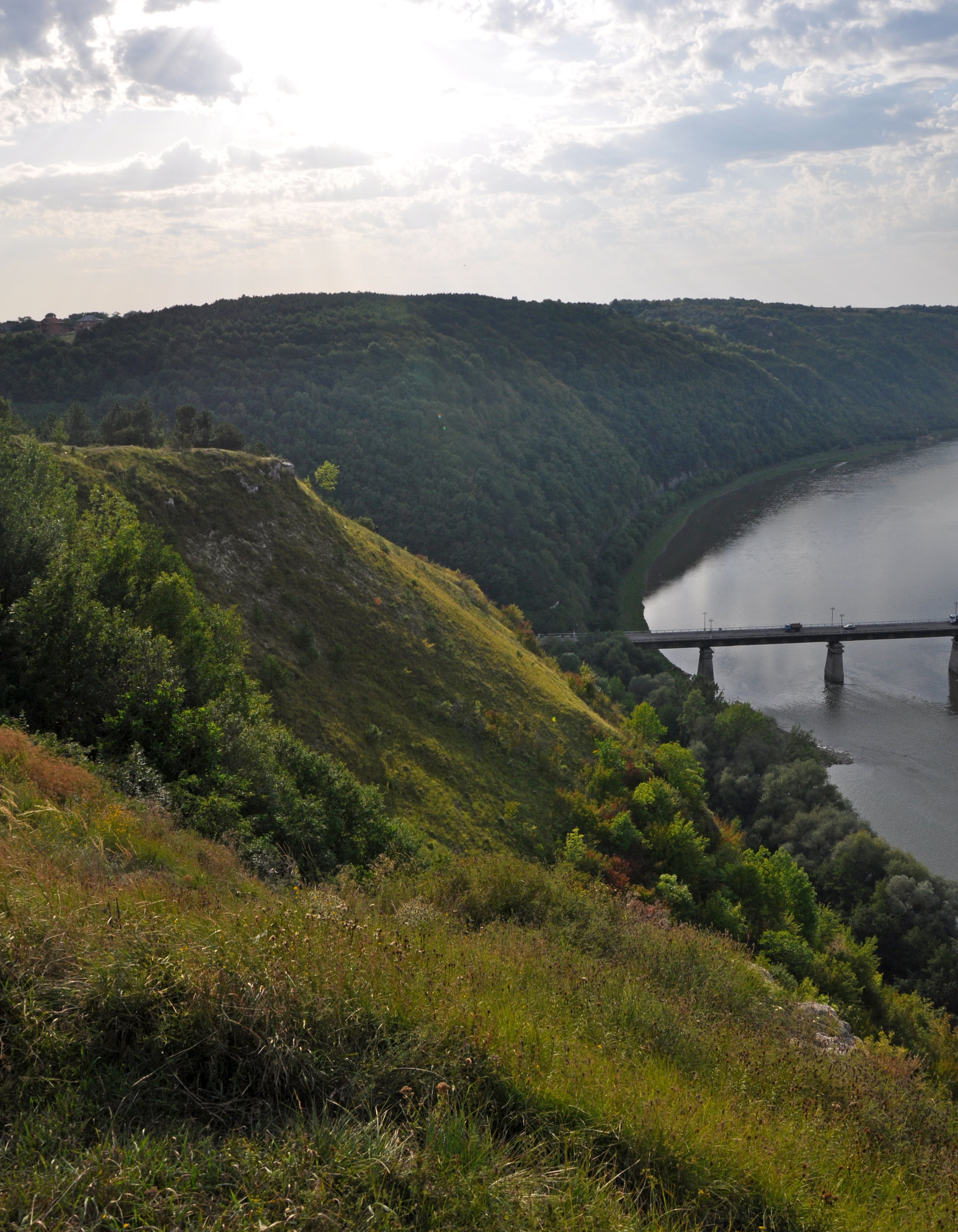
Міст і високий берег